# Kyle Milling
Kyle Milling (* 27. Juli 1974 in Elmhurst (Illinois)) ist ein US-amerikanisch-französischer Basketballtrainer und ehemaliger -spieler.

## Werdegang

### Spieler
Milling spielte in seinem Heimatland Basketball an der Poway High School im Bundesstaat Kalifornien und wechselte zum Studium zunächst an die University of California, Santa Barbara. In der Saison 1994/95 nahm Milling nicht am Spielbetrieb teil, von 1995 bis 1997 lief er dann für die Mannschaft der University of Oregon auf.
Seine Laufbahn als Berufsbasketballspieler begann er in Frankreich bei Nantes Basket Hermine. Milling, der die französische Staatsbürgerschaft annahm, war insbesondere für seine Stärken in der Verteidigung sowie seine körperbetonte Spielweise bekannt. Er stand 1998/99 bei Hitachi Honsha Rising Sun in Japan unter Vertrag, ehe er nach Frankreich zurückkehrte.
2002 wechselte er zu Hyères Toulon Var Basket. Am Ende seiner Spielerlaufbahn verstärkte er AS Monaco in der vierthöchsten französischen Liga, Nationale 2.

### Trainer
Von 2011 bis 2013 war Milling in seinem Heimatland Basketballtrainer an der Mount Carmel High School, anschließend war er ab 2013 als Co-Trainer bei Hyères Toulon Var Basket tätig. Dort wurde er 2015 zum Cheftrainer befördert.
2017 wechselte er innerhalb der französischen Liga zu Limoges CSP. Ende November 2018 wurde Milling in Limoges entlassen.
Milling legte eine Pause ein und wechselte anschließend zu den Yokohama B-Corsairs nach Japan. Im März 2021 wurde er als neuer Cheftrainer von JDA Dijon vermeldet, Aus persönlichen Gründen sagte er Dijon kurz darauf ab, Milling wechselte zur Saison 2021/22 zu den Hiroshima Dragonflies nach Japan. 2024 führte er die Mannschaft zum Gewinn des japanischen Meistertitels, wurde als Trainer des Jahres der japanischen Liga ausgezeichnet und erreichte mit Hiroshima in der asiatischen Champions League den dritten Platz.
Zur Saison 2024/25 wechselte Milling innerhalb Japans zu den Gunma Crane Thunders.

### Familie
Seine Söhne Kane und Jakob wurden ebenfalls Leistungsbasketballspieler.